# 米利泰洛罗斯马里诺
米利泰洛罗斯马里诺（義大利語：Militello Rosmarino），是意大利西西里大区墨西拿廣域市的一个市镇。总面积29平方公里，人口1340人，人口密度46.2人/平方公里（2009年）。ISTAT代码为083050。